# Olympische Jugend-Sommerspiele 2014/Teilnehmer (Haiti)
| Gelbes Symbol für Goldmedaillen mit stilisierten Olympischen Ringen | Graues Symbol für Silbermedaillen mit stilisierten Olympischen Ringen | Braundes Symbol für Bronzemedaillen mit stilisierten Olympischen Ringen |
| ------------------------------------------------------------------- | --------------------------------------------------------------------- | ----------------------------------------------------------------------- |
| —                                                                   | —                                                                     | —                                                                       |

Die Jugend-Olympiamannschaft aus Haiti für die II. Olympischen Jugend-Sommerspiele vom 16. bis 28. August 2014 in Nanjing (Volksrepublik China) bestand aus drei Athleten.

## Athleten nach Sportarten

### Judo
Mädchen
- Edelene Mondely
Klasse bis 52 kg: 17. Platz
Mixed: 5. Platz (im Team Berghmans)

### Leichtathletik
| Mädchen - Masterline Saint Vil Weitsprung: 15. Platz 8 × 100 m Mixed: 35. Platz | Jungen - Christian Charles 100 m: DNS (Finale) 8 × 100 m Mixed: 20. Platz |